# Ebrima Ebou Sillah
Ebrima Ebou Sillah (Bakau, 12 aprile 1980) è un ex calciatore gambiano, di ruolo attaccante.

## Palmarès

### Club

#### Competizioni nazionali
- Campionato belga: 1

Club Bruges: 1997-1998
- Supercoppa del Belgio: 2

Club Bruges: 1998, 2002
- Coppa del Belgio: 1

Club Bruges: 2001-2002